# Botanophila brunneilinea
Botanophila brunneilinea är en tvåvingeart som först beskrevs av Zetterstedt 1845.  Botanophila brunneilinea ingår i släktet Botanophila och familjen blomsterflugor. Arten är reproducerande i Sverige. Inga underarter finns listade i Catalogue of Life.